# Uberto Gillarduzzi
Uberto Gillarduzzi (Cortina d'Ampezzo, 17 dicembre 1909 – Cortina d'Ampezzo, 8 marzo 1994) è stato un bobbista italiano, atleta ampezzano attivo tra la fine degli anni venti e l'inizio degli anni cinquanta. Per ben sedici anni fece parte della nazionale italiana di bob ottenendo ottimi risultati.
Uberto nasce a Cortina d'Ampezzo quando questa faceva parte dall'Impero Austro-ungarico, ma nel 1918, in seguito alla fine della prima guerra mondiale, Cortina passa al Regno d'Italia.
Uberto prende parte a tre edizioni dei Giochi olimpici invernali: Garmisch-Partenkirchen 1936, St. Moritz 1948 e Oslo 1952.
Viene ricordato come vincitore di una medaglia d'argento nella sua disciplina, ottenuta ai campionati mondiali del 1937 (edizione tenutasi a Cortina d'Ampezzo, Italia) insieme al fratello Antonio Gillarduzzi. Nell'edizione l'oro andò al Regno Unito, il bronzo all'altra italiana.
Inoltre fu tra i fondatori nel 1948 del Bob Club Cortina e nel 1951 del Bob Club Cristallo.